# Église Sainte-Thérèse de Tarbes
L'église Sainte-Thérèse est une église catholique du XIXe siècle située à Tarbes, dans le département français des Hautes-Pyrénées en France.

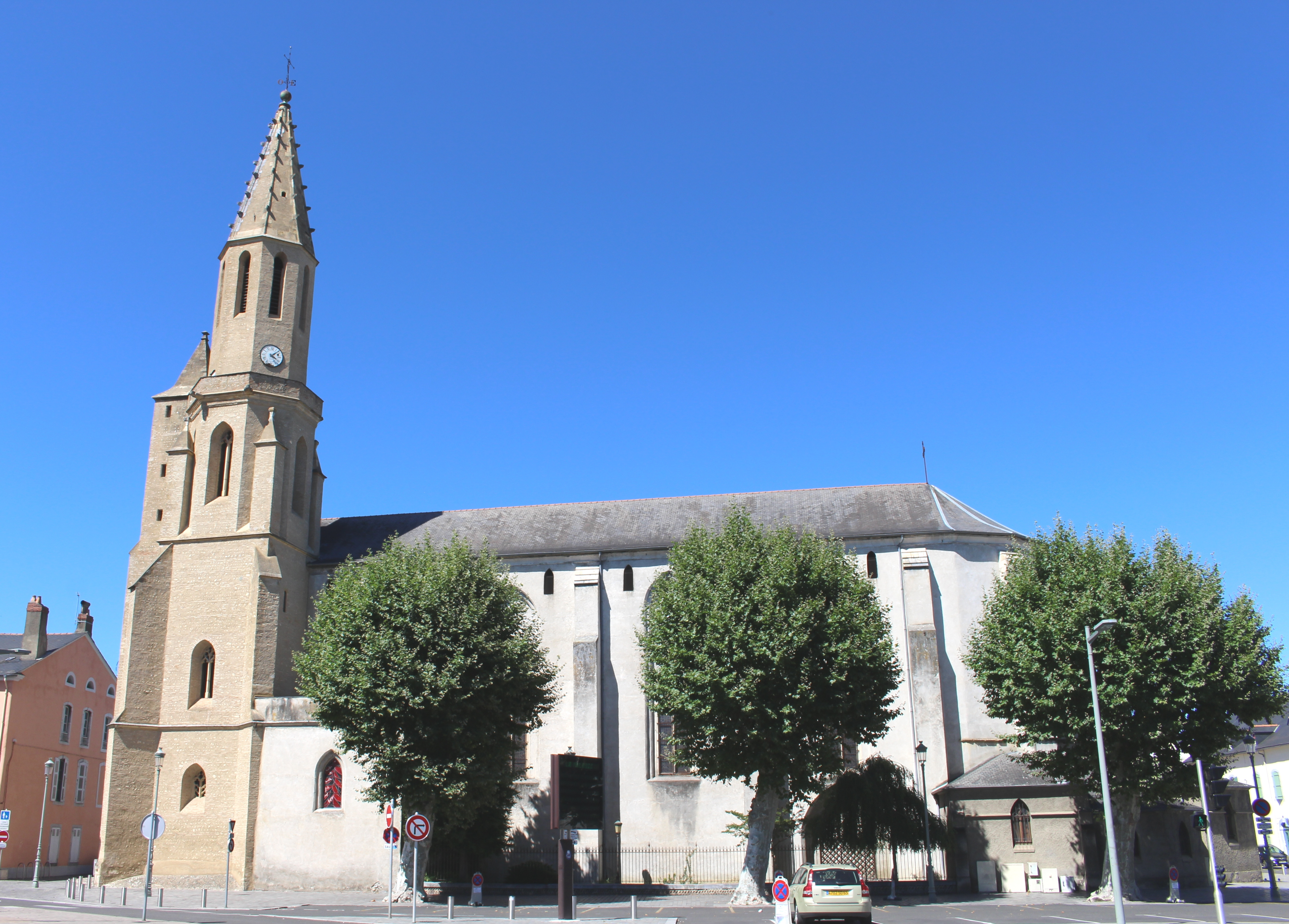

## Localisation
L'église Sainte-Thérèse, est située dans le quartier du centre-ville (canton de Tarbes 2) au nord de la halle du Marcadieu à l'extrémité est de la rue du Maréchal-Foch.

## Historique
La nouvelle église a été inaugurée en juillet 1845, elle devient alors église paroissiale et c'est à cette date qu'elle change de nom pour passer d'église des Carmes à église Sainte Thérèse d'Avila.
L'église actuelle correspond à l'église de l'ancien couvent des Carmes de Tarbes fondé en mars 1280. La première église, dont sont issues la majeure partie des façades, a fait l'objet d’importants travaux à la suite de plusieurs incendies. Les réseaux de pierre des baies du chevet en témoignent, mais également une fenêtre géminée en façade ouest, inscrite dans la rose initiale.
Après la Révolution l'église est transformée en magasin à fourrage. A ce titre, une porte est ouverte en 1838 dans la façade Nord, provoquant l'effondrement de cette dernière. Après ce sinistre, l’église est reconstruite en mars 1845.
Malgré de nombreuses transformations, l’édifice actuel présente une grande homogénéité, laquelle résulte de l’adjonction soignée des ouvrages reconstruits sur les parties médiévales conservées.
L'édifice est inscrit au titre des monuments historiques le 27 février 1946.

## Architecture
La sacristie, construite au XIXe siècle en continuité du chevet polygonal, a été reconstruite en 1941 et complétée d'annexes latérales, le tout remodelé dans un style Art Déco.
On met à l’intérieur de beaux tableaux de Raymond Lagarrigue (de 1847 à 1869). En mars 1863, on installe des boiseries gothiques autour du chœur ainsi que de belles fresques sur les voûtes (œuvre de Dominique Larré). Toutes les fresques ont été recouvertes en 1969 pour être restaurées en 2012.

## Galerie d'images

Sélection de vues de l’Église.
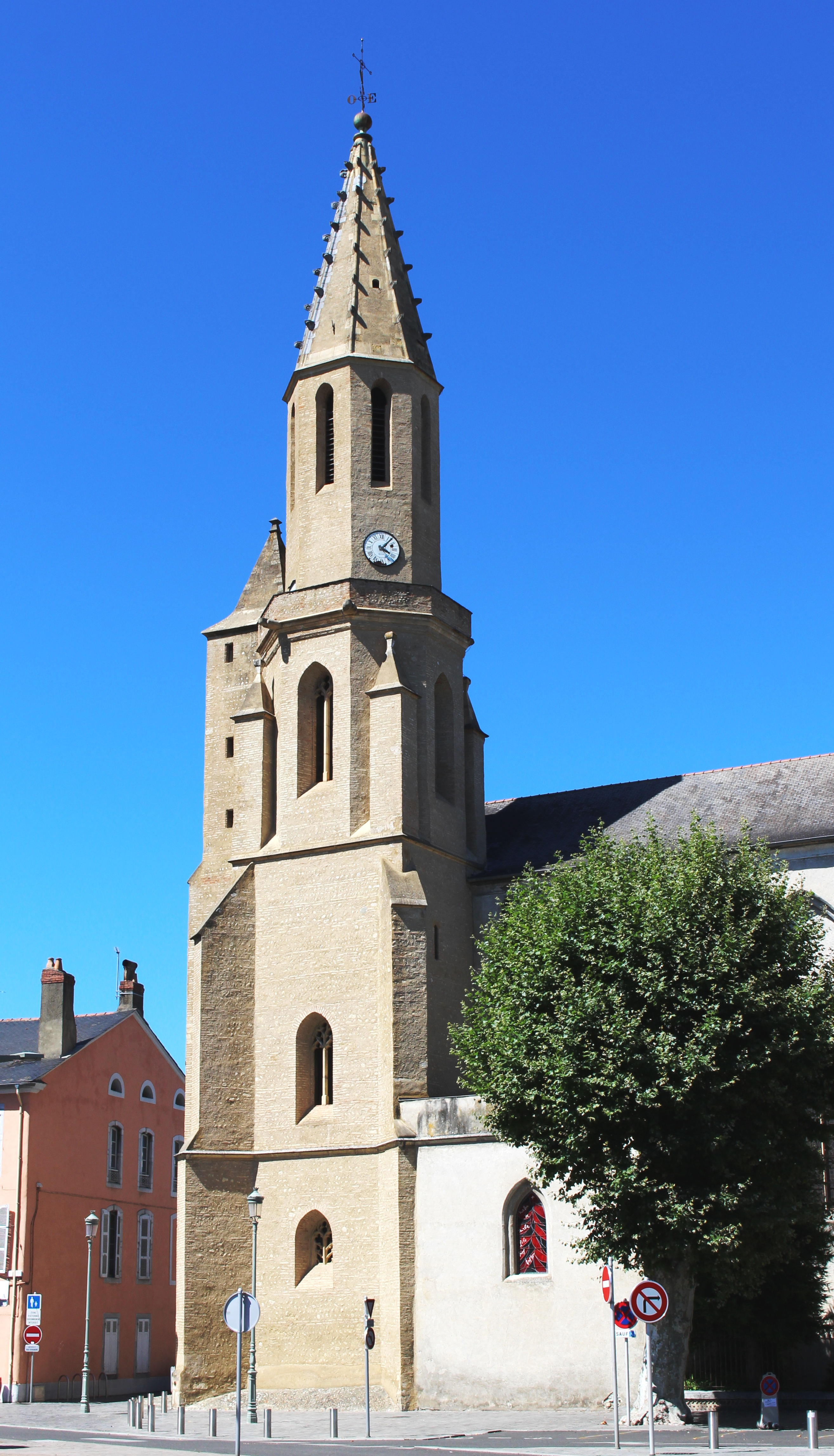
Le clocher.
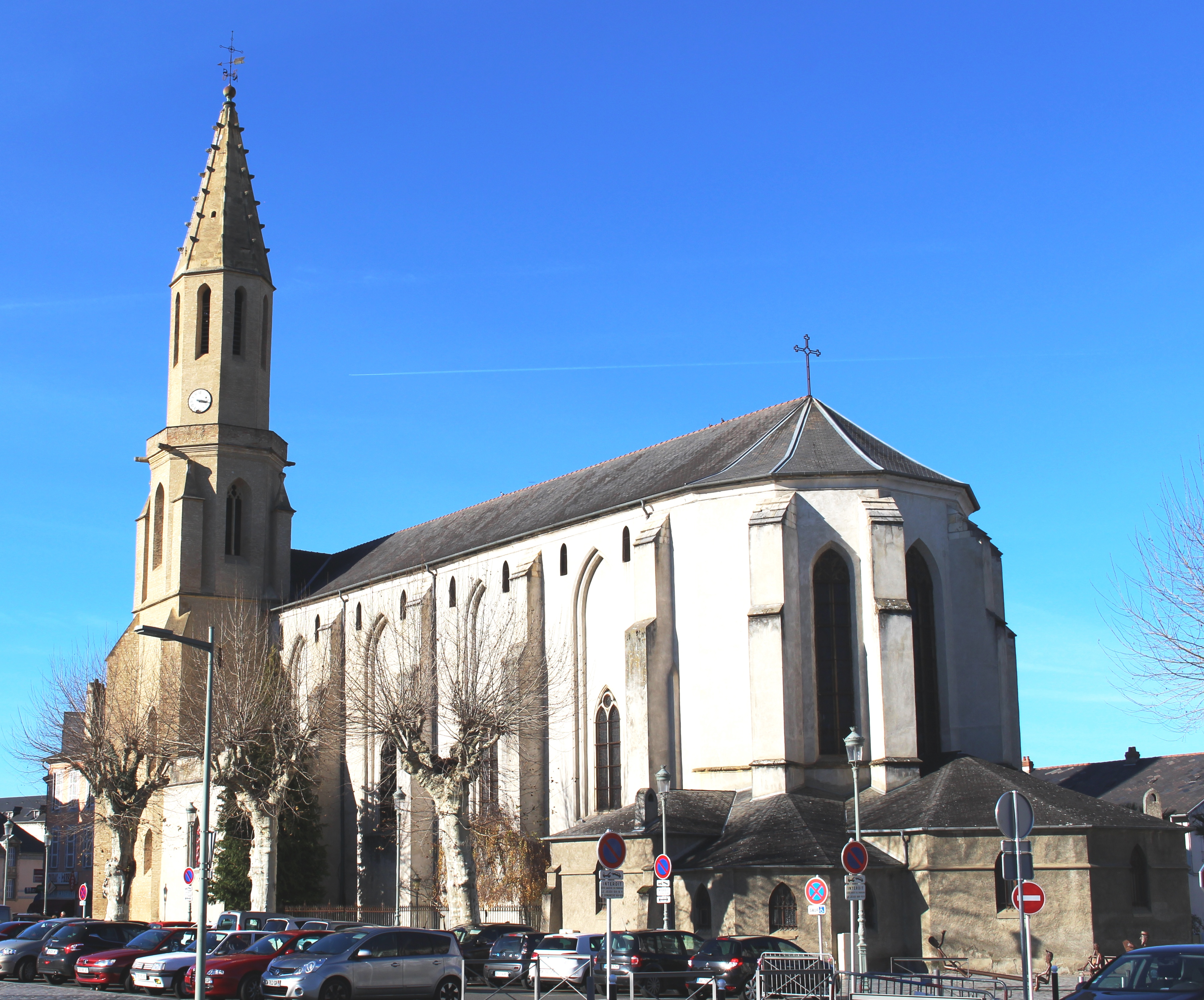